# 巴勒斯坦头巾

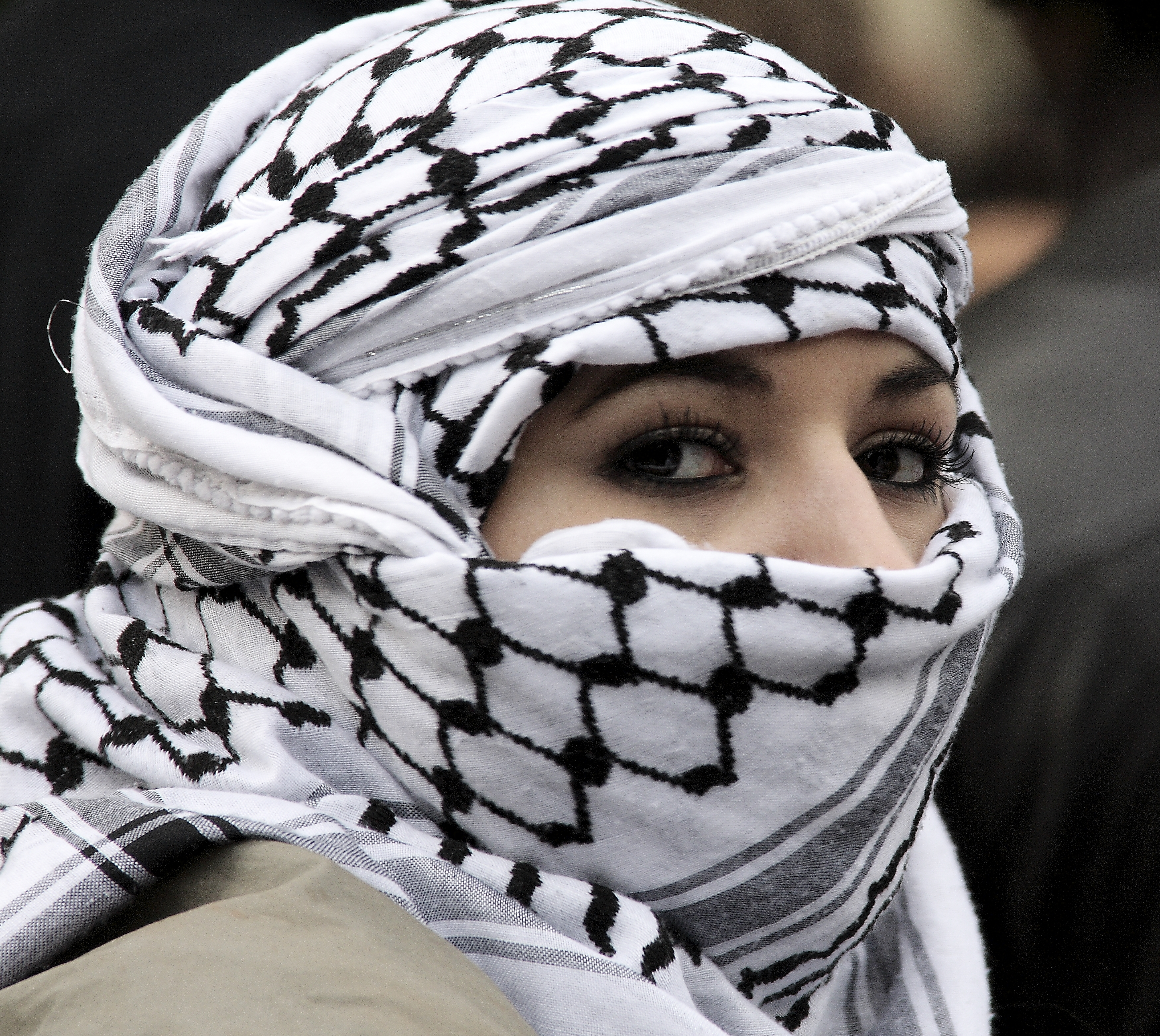
巴黎的一位女士着巴勒斯坦头巾，可见上面的渔网状缝线

巴勒斯坦头巾是一类白色背景上装饰有黑色针织线图案的阿拉伯头巾（音译：库菲亚，阿拉伯语：‎，羅馬化：kūfiyya），是巴勒斯坦事业的象征之一。

## 历史

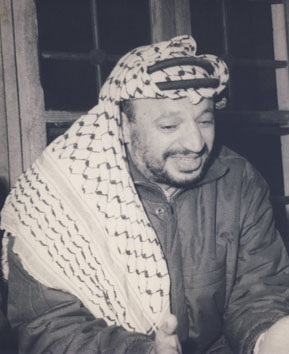
阿拉法特于1974年着巴勒斯坦头巾，其肩上图案从左至右为：粗线、橄榄叶状缝线、粗线、渔网状缝线

在伊斯兰教兴起之前，阿拉伯当地人就将织物戴在头上并覆盖脖颈，以免受烈日和风沙。在奥斯曼帝国时期，其成为区别阶级的象征，乡下的法拉欣和游牧的贝都因人会戴头巾，而受教育程度较高的城里人则会戴土耳其毯帽。头巾在1936年巴勒斯坦阿拉伯人大起义期间得到了广泛欢迎，起义者佩戴头巾以避免被英国当局识别出身份。
1960年代起，巴勒斯坦解放组织领导人亚西尔·阿拉法特在各类国际场合皆佩戴黑白格头巾，还会将头巾较长的一端置于肩膀上，成为其标志性穿搭。自1967年第三次中东战争至1993年签署《奥斯陆协议》期间，以色列禁止被占领地区的人们悬挂巴勒斯坦解放组织旗帜，黑白格头巾进而成了一种替代性的巴勒斯坦象征。
此外，自1960年代起，世界各地左翼人士也开始使用该头巾声援巴勒斯坦，还被进一步泛化成同情发展中国家的反殖民和反帝国主义斗争的象征。

## 设计
典型的巴勒斯坦头巾为方形，并饰有流苏，通常由丝绸、棉或羊毛织成。头巾使用白色背景，并装饰上特殊的黑色缝线图案，其特征图案包括渔网状、橄榄叶状和粗线状，对于各图案的象征意义有着各种不同的阐释。